# The Special Licence
The Special Licence è un cortometraggio muto del 1909 diretto da Theo Bouwmeester (Theo Frenkel).

## Trama
Un uomo fa cadere un albero per provocare un incidente in cui viene coinvolta una motocicletta guidata da un suo rivale. Poi prende gli occhialoni del caduto e così mascherato prende il suo posto alla cerimonia di nozze.

## Produzione
Il film fu prodotto dalla Hepworth.

## Distribuzione
Distribuito dalla Hepworth, il film - un cortometraggio di 228,6 metri - uscì nelle sale cinematografiche britanniche nell'aprile 1909.
Si conoscono pochi dati del film che, prodotto dalla Hepworth, fu distrutto nel 1924 dallo stesso produttore, Cecil M. Hepworth. Fallito, in gravissime difficoltà finanziarie, il produttore pensò in questo modo di poter almeno recuperare il nitrato d'argento della pellicola.